# Eudorylas africanus
Eudorylas africanus är en tvåvingeart som beskrevs av Lindner 1956. Eudorylas africanus ingår i släktet Eudorylas och familjen ögonflugor.
Artens utbredningsområde är Tanzania. Inga underarter finns listade i Catalogue of Life.